# Sonate K. 145
Pour la sonate de Mozart, voir Sonate d'église no 5 de Mozart.
La sonate K. 145 (L.369) en ré majeur est une œuvre pour clavier du compositeur italien Domenico Scarlatti.

## Présentation
La sonate en ré majeur K. 145 est sans indication de mouvement. Sheveloff la considérait comme douteuse ainsi que Malcolm Boyd, alors que van der Meer, l'intégrait volontiers dans le catalogue. Cependant, la découverte dans les années 2010 de l'œuvre à Lisbonne (ms. FCR/194.1), parmi la copie de 60 sonates, a conforté l'attribution depuis.

## Manuscrits
Le manuscrit principal, daté de 1772, est le numéro 5 du manuscrit Fitzwilliam (32 F 13), parmi 24 sonates. Une copie figure également dans le manuscrit conservé à l'Instituto Portugués del Patrimonio Cultural de Lisbonne, ms. FCR/194.1 (no 36), qui contient soixante-et-une sonates.

## Interprètes
La sonate K. 145 est défendue au piano, notamment par Carlo Grante (2013, Music & Arts, vol. 4) et Anne Queffélec (2014, Mirare) ; au clavecin par Luciano Sgrizzi (1962), Scott Ross (1985, Erato), Pierre Hantaï (1992, Astrée et 2002, Mirare, vol. 1), John Gibbons (1995, Centaur Records), Sergio Vartolo (Bongiovanni), Richard Lester (2007, Nimbus, vol. 7) et Pieter-Jan Belder (Brilliant Classics, vol. 4). Alexander Matrosov la joue à l'accordéon (2014 GWK Records).

## Sources
: document utilisé comme source pour la rédaction de cet article.
- (en) Kathleen Dale, « Domenico Scarlatti: His Unique Contribution to Keyboard Literature », Proceedings of the Royal Musical Association, no 74,‎ 1948, p. 33–44 (ISSN 0080-4452, OCLC 865210389, lire en ligne)
- Ralph Kirkpatrick (trad. de l'anglais par Dennis Collins), Domenico Scarlatti, Paris, Lattès, coll. « Musique et Musiciens », 1982 (1re éd. 1953 (en)), 493 p. (ISBN 978-2-7096-0118-4, OCLC 954954205, BNF 34689181).
- Alain de Chambure, « Domenico Scarlatti : Intégrale des sonates — Scott Ross », Erato (2564-62092-2), 1985 (OCLC 891183737) .
- (en) Joel Sheveloff, « Domenico Scarlatti: Tercentenary Frustrations », The Musical Quarterly, vol. 71, no 4,‎ 1985, p. 399–436 (ISSN 0027-4631, OCLC 5548497950, JSTOR 948094, lire en ligne)
- (en) Malcolm Boyd, Domenico Scarlatti : master of music, New York, Macmillan, 1987, xi-302 (OCLC 470280952, BNF 42875007, lire en ligne)
- (en) John Henry van der Meer, « The Keyboard Instruments at the Disposal of Domenico Scarlatti », The Galpin Society Journal, no 50,‎ 1997, p. 136–160 (ISSN 0072-0127, OCLC 7586689064, DOI 10.2307/842568, JSTOR 842568, lire en ligne)
- (es) Celestino Yáñez Navarro (thèse), Nuevas aportaciones para el estudio de las sonatas de Domenico Scarlatti. Los manuscritos del Archivo de Música de las Catedrales de Zaragoza, Universitat Autònoma de Barcelona, 2016 (lire en ligne)